# Объединённая социалистическая партия (Франция)
Объединённая социалисти́ческая па́ртия (ОСП, фр. Parti Socialiste Unifié) — французская социалистическая политическая партия, образованная 3 апреля 1960 года Эдуаром Дёпре. Самораспустилась в 1989 году. В 1967—1973 находилась под руководством Мишеля Рокара. Считалась партией интеллектуальной левой, в политическом спектре занимала позицию между Французской секцией Рабочего интернационала и Французской коммунистической партией (ранее на эту роль претендовала недолговечная партия Демократическое революционное объединение). На партию ориентировался профсоюзный центр Французская демократическая конфедерация труда (ФДКТ).

## История
ОСП образовалась в 1960 году в результате слияния «Автономной социалистической партии» (Parti socialiste autonome), «Социалистического левого союза» (Union de la gauche socialiste) (первого объединения активистов, покинувших соцпартию и компартию, с левыми католиками из Французской конфедерации христианских трудящихся, которые затем трансформируют последнюю в неконфессиональную ФДКТ) и группы оппозиционных коммунистов вокруг журнала «Трибуна коммунизма», вышедшей из Французской коммунистической партии после внутрипартийного конфликта, вызванного Венгерской революцией 1956 года. 
Кроме того, в основании ОСП приняли участие многие ветераны троцкистского движения, в том числе Иван Крайпо, Марсель Блайбтрой и Пьер Навилль, а также молодой симпатик маоизма, а ныне известный философ, Ален Бадью. В 1961 году в неё вошёл бывший премьер-министр Пьер Мендес-Франс, ранее возглавлявший левое крыло Радикальной партии, а затем ставший соучредителем «Автономной социалистической партии» (совместно с видным функционером СФИО Аленом Савари). Среди членов партии была и Арлетт Лагийе, в будущем — многократный кандидат троцкистской партии «Рабочая борьба» на президентских выборах.
В 1965 году ОСП вошла во Французскую секцию Рабочего Интернационала и поддерживала Франсуа Миттерана на президентских выборах. Впоследствии сблизилась с миттерановской Федерацией демократических и социалистических левых сил. Однако в 1968 году в противоположность основной Социалистической партии ОСП поддержала восставших студентов во время майских беспорядков. После этого она отошла от тесного сотрудничества с Социалистической партией и разработала свою собственную программу, основанную на рабочем самоуправлении (которое, в частности, было реализовано на заводе «LIP», превращённом в рабочий кооператив).
На президентских выборах 1969 года кандидат ОСП Мишель Рокар получил 3,61 % в первом туре. Однако, на следующих президентских выборах ОСП вновь поддержала Миттерана. Это вызвало неприятие рядовых членов партии. В результате группа во главе с Мишелем Рокаром и Робером Шапьи вышла из ОСП и присоединилась к Социалистической партии Миттерана.
На президентских выборах 1981 года ОСП выдвинула кандидатом Югетт Бушардо, которая получила 1,1 % голосов. На следующих президентских выборах 1988 года партия поддержала независимого кандидата Пьера Жюкена, исключённого из Компартии и пользовавшегося также поддержкой Революционной коммунистической лиги. Жюкен получил 2,1 % голосов.
В 1989 году ОСП слилась с движением Жюкена «Новые левые за социализм, экологию и самоуправление» и образовали «Красные и зелёные альтернативы» (ныне «Альтернативы», входящие в Левый фронт). К этому моменту многие члены ОСП уже вернулись в Соцпартию или перешли к зелёным и леворадикальным силам.
Членами ОСП были известные историки Жан Метрон, Эммануэль Ле Руа Ладюри, Эрнест Камиль Лабрусс, Пьер Видаль-Наке, политолог Пьер Розанваллон и философ Эдгар Морен, придерживавшиеся антисталинистских марксистских убеждений, а также «анархо-марксистский» историк Даниэль Герен и историк Франсуа Фюре, экс-коммунист, ставший антикоммунистом.